# Llista d'asteroides/202501-202600
| Nom      | Designació provisional | Data de descobriment | Lloc de descobriment | Descobridor/s       |
| -------- | ---------------------- | -------------------- | -------------------- | ------------------- |
| 202501 - | 2006 BS145             | 23 de gener de 2006  | Catalina             | CSS                 |
| 202502 - | 2006 BK146             | 24 de gener de 2006  | Kitt Peak            | Spacewatch          |
| 202503 - | 2006 BZ146             | 30 de gener de 2006  | 7300 Observatory     | W. K. Y. Yeung      |
| 202504 - | 2006 BK148             | 21 de gener de 2006  | Palomar              | NEAT                |
| 202505 - | 2006 BK149             | 23 de gener de 2006  | Catalina             | CSS                 |
| 202506 - | 2006 BZ155             | 25 de gener de 2006  | Kitt Peak            | Spacewatch          |
| 202507 - | 2006 BW164             | 26 de gener de 2006  | Kitt Peak            | Spacewatch          |
| 202508 - | 2006 BH165             | 26 de gener de 2006  | Kitt Peak            | Spacewatch          |
| 202509 - | 2006 BG166             | 26 de gener de 2006  | Mount Lemmon         | Mount Lemmon Survey |
| 202510 - | 2006 BZ169             | 26 de gener de 2006  | Mount Lemmon         | Mount Lemmon Survey |
| 202511 - | 2006 BR176             | 27 de gener de 2006  | Kitt Peak            | Spacewatch          |
| 202512 - | 2006 BR178             | 27 de gener de 2006  | Mount Lemmon         | Mount Lemmon Survey |
| 202513 - | 2006 BX184             | 28 de gener de 2006  | Mount Lemmon         | Mount Lemmon Survey |
| 202514 - | 2006 BE199             | 30 de gener de 2006  | Kitt Peak            | Spacewatch          |
| 202515 - | 2006 BB200             | 30 de gener de 2006  | Kitt Peak            | Spacewatch          |
| 202516 - | 2006 BN205             | 31 de gener de 2006  | Kitt Peak            | Spacewatch          |
| 202517 - | 2006 BW246             | 31 de gener de 2006  | Kitt Peak            | Spacewatch          |
| 202518 - | 2006 BG253             | 31 de gener de 2006  | Kitt Peak            | Spacewatch          |
| 202519 - | 2006 BA260             | 31 de gener de 2006  | Mount Lemmon         | Mount Lemmon Survey |
| 202520 - | 2006 BL270             | 31 de gener de 2006  | Catalina             | CSS                 |
| 202521 - | 2006 BP274             | 31 de gener de 2006  | Kitt Peak            | Spacewatch          |
| 202522 - | 2006 CO41              | 2 de febrer de 2006  | Kitt Peak            | Spacewatch          |
| 202523 - | 2006 DZ2               | 20 de febrer de 2006 | Kitt Peak            | Spacewatch          |
| 202524 - | 2006 DJ4               | 20 de febrer de 2006 | Socorro              | LINEAR              |
| 202525 - | 2006 DP6               | 20 de febrer de 2006 | Kitt Peak            | Spacewatch          |
| 202526 - | 2006 DO8               | 21 de febrer de 2006 | Mount Lemmon         | Mount Lemmon Survey |
| 202527 - | 2006 DP8               | 21 de febrer de 2006 | Mount Lemmon         | Mount Lemmon Survey |
| 202528 - | 2006 DW8               | 21 de febrer de 2006 | Catalina             | CSS                 |
| 202529 - | 2006 DP10              | 20 de febrer de 2006 | Mount Lemmon         | Mount Lemmon Survey |
| 202530 - | 2006 DZ16              | 20 de febrer de 2006 | Kitt Peak            | Spacewatch          |
| 202531 - | 2006 DG19              | 20 de febrer de 2006 | Kitt Peak            | Spacewatch          |
| 202532 - | 2006 DS26              | 20 de febrer de 2006 | Kitt Peak            | Spacewatch          |
| 202533 - | 2006 DY32              | 20 de febrer de 2006 | Kitt Peak            | Spacewatch          |
| 202534 - | 2006 DB37              | 20 de febrer de 2006 | Kitt Peak            | Spacewatch          |
| 202535 - | 2006 DX43              | 20 de febrer de 2006 | Catalina             | CSS                 |
| 202536 - | 2006 DT51              | 24 de febrer de 2006 | Kitt Peak            | Spacewatch          |
| 202537 - | 2006 DO60              | 24 de febrer de 2006 | Kitt Peak            | Spacewatch          |
| 202538 - | 2006 DM61              | 24 de febrer de 2006 | Mount Lemmon         | Mount Lemmon Survey |
| 202539 - | 2006 DJ62              | 24 de febrer de 2006 | Catalina             | CSS                 |
| 202540 - | 2006 DK62              | 24 de febrer de 2006 | Socorro              | LINEAR              |
| 202541 - | 2006 DA78              | 24 de febrer de 2006 | Kitt Peak            | Spacewatch          |
| 202542 - | 2006 DN92              | 24 de febrer de 2006 | Kitt Peak            | Spacewatch          |
| 202543 - | 2006 DB94              | 24 de febrer de 2006 | Kitt Peak            | Spacewatch          |
| 202544 - | 2006 DQ115             | 27 de febrer de 2006 | Kitt Peak            | Spacewatch          |
| 202545 - | 2006 DC124             | 24 de febrer de 2006 | Mount Lemmon         | Mount Lemmon Survey |
| 202546 - | 2006 DW127             | 25 de febrer de 2006 | Mount Lemmon         | Mount Lemmon Survey |
| 202547 - | 2006 DP149             | 25 de febrer de 2006 | Kitt Peak            | Spacewatch          |
| 202548 - | 2006 DW155             | 26 de febrer de 2006 | Kitt Peak            | Spacewatch          |
| 202549 - | 2006 DO172             | 27 de febrer de 2006 | Kitt Peak            | Spacewatch          |
| 202550 - | 2006 DJ175             | 27 de febrer de 2006 | Socorro              | LINEAR              |
| 202551 - | 2006 DX188             | 27 de febrer de 2006 | Kitt Peak            | Spacewatch          |
| 202552 - | 2006 DB196             | 21 de febrer de 2006 | Catalina             | CSS                 |
| 202553 - | 2006 DY197             | 25 de febrer de 2006 | Mount Lemmon         | Mount Lemmon Survey |
| 202554 - | 2006 DV198             | 27 de febrer de 2006 | Catalina             | CSS                 |
| 202555 - | 2006 DV203             | 23 de febrer de 2006 | Anderson Mesa        | LONEOS              |
| 202556 - | 2006 DQ210             | 22 de febrer de 2006 | Anderson Mesa        | LONEOS              |
| 202557 - | 2006 DY210             | 24 de febrer de 2006 | Palomar              | NEAT                |
| 202558 - | 2006 DZ214             | 25 de febrer de 2006 | Kitt Peak            | Spacewatch          |
| 202559 - | 2006 DL216             | 20 de febrer de 2006 | Mount Lemmon         | Mount Lemmon Survey |
| 202560 - | 2006 EQ7               | 2 de març de 2006    | Kitt Peak            | Spacewatch          |
| 202561 - | 2006 EU9               | 2 de març de 2006    | Kitt Peak            | Spacewatch          |
| 202562 - | 2006 EG17              | 2 de març de 2006    | Kitt Peak            | Spacewatch          |
| 202563 - | 2006 ER17              | 2 de març de 2006    | Kitt Peak            | Spacewatch          |
| 202564 - | 2006 EP20              | 3 de març de 2006    | Kitt Peak            | Spacewatch          |
| 202565 - | 2006 EO23              | 3 de març de 2006    | Kitt Peak            | Spacewatch          |
| 202566 - | 2006 EQ28              | 3 de març de 2006    | Kitt Peak            | Spacewatch          |
| 202567 - | 2006 EA41              | 4 de març de 2006    | Kitt Peak            | Spacewatch          |
| 202568 - | 2006 EL48              | 4 de març de 2006    | Kitt Peak            | Spacewatch          |
| 202569 - | 2006 EX50              | 4 de març de 2006    | Mount Lemmon         | Mount Lemmon Survey |
| 202570 - | 2006 ED58              | 5 de març de 2006    | Kitt Peak            | Spacewatch          |
| 202571 - | 2006 EX71              | 2 de març de 2006    | Kitt Peak            | Spacewatch          |
| 202572 - | 2006 FP11              | 23 de març de 2006   | Kitt Peak            | Spacewatch          |
| 202573 - | 2006 FY13              | 23 de març de 2006   | Kitt Peak            | Spacewatch          |
| 202574 - | 2006 FD14              | 23 de març de 2006   | Kitt Peak            | Spacewatch          |
| 202575 - | 2006 FM14              | 23 de març de 2006   | Kitt Peak            | Spacewatch          |
| 202576 - | 2006 FC17              | 23 de març de 2006   | Mount Lemmon         | Mount Lemmon Survey |
| 202577 - | 2006 FE17              | 23 de març de 2006   | Mount Lemmon         | Mount Lemmon Survey |
| 202578 - | 2006 FZ22              | 24 de març de 2006   | Kitt Peak            | Spacewatch          |
| 202579 - | 2006 FE23              | 24 de març de 2006   | Kitt Peak            | Spacewatch          |
| 202580 - | 2006 FD27              | 24 de març de 2006   | Mount Lemmon         | Mount Lemmon Survey |
| 202581 - | 2006 FP31              | 25 de març de 2006   | Kitt Peak            | Spacewatch          |
| 202582 - | 2006 FW36              | 23 de març de 2006   | Catalina             | CSS                 |
| 202583 - | 2006 FA40              | 25 de març de 2006   | Kitt Peak            | Spacewatch          |
| 202584 - | 2006 GO3               | 7 d'abril de 2006    | Junk Bond            | D. Healy            |
| 202585 - | 2006 GV16              | 2 d'abril de 2006    | Kitt Peak            | Spacewatch          |
| 202586 - | 2006 GP25              | 2 d'abril de 2006    | Kitt Peak            | Spacewatch          |
| 202587 - | 2006 GN31              | 2 d'abril de 2006    | Kitt Peak            | Spacewatch          |
| 202588 - | 2006 GM36              | 8 d'abril de 2006    | Kitt Peak            | Spacewatch          |
| 202589 - | 2006 GO37              | 6 d'abril de 2006    | Siding Spring        | SSS                 |
| 202590 - | 2006 GT38              | 6 d'abril de 2006    | Socorro              | LINEAR              |
| 202591 - | 2006 GU47              | 9 d'abril de 2006    | Kitt Peak            | Spacewatch          |
| 202592 - | 2006 GM48              | 9 d'abril de 2006    | Anderson Mesa        | LONEOS              |
| 202593 - | 2006 GT52              | 7 d'abril de 2006    | Catalina             | CSS                 |
| 202594 - | 2006 GY54              | 2 d'abril de 2006    | Kitt Peak            | Spacewatch          |
| 202595 - | 2006 HY4               | 19 d'abril de 2006   | Mount Lemmon         | Mount Lemmon Survey |
| 202596 - | 2006 HQ16              | 18 d'abril de 2006   | Kitt Peak            | Spacewatch          |
| 202597 - | 2006 HD17              | 21 d'abril de 2006   | Palomar              | NEAT                |
| 202598 - | 2006 HP17              | 18 d'abril de 2006   | Catalina             | CSS                 |
| 202599 - | 2006 HS18              | 24 d'abril de 2006   | Piszkéstető          | K. Sárneczky        |
| 202600 - | 2006 HT20              | 19 d'abril de 2006   | Mount Lemmon         | Mount Lemmon Survey |